# 6496 Kazuko
6496 Kazuko è un asteroide della fascia principale. Scoperto nel 1992, presenta un'orbita caratterizzata da un semiasse maggiore pari a 2,5873812 UA e da un'eccentricità di 0,1658020, inclinata di 13,17636° rispetto all'eclittica.